# Bug Juice: Letni obóz z przygodami
Bug Juice: Letni obóz z przygodami (ang. Bug Juice: My Adventures at Camp, 2018) – amerykański program dokumentalny wytwórni Disney Channel Original Series, będący rebootem emitowanego od 1998 do 2001 programu Bug Juice. 
Jego amerykańska premiera odbyła się 16 lipca 2018 na kanale Disney Channel. Polska premiera programu odbyła się 3 czerwca 2019 na antenie Disney Channel.

## Fabuła
Podobnie do oryginalnego programu Bug Juice, program ten opisuje doświadczenia 20 dzieci na letnim obozie, gdzie ciężko pracują, żeby przejść pomyślnie swoje zadania, i stają się przyjaciółmi.

## Odcinki
| Nr | Tytuł                                                | Premiera        | Premiera w Polsce | Kod |
| -- | ---------------------------------------------------- | --------------- | ----------------- | --- |
| 1  | Wazi, Wazi, Waziyatah!                               | 16 lipca 2018   | 3 czerwca 2019    | --- |
| 2  | The S'more the Better                                | 17 lipca 2018   | 3 czerwca 2019    | --- |
| 3  | TJ vs. the Blob                                      | 18 lipca 2018   | 4 czerwca 2019    | --- |
| 4  | Tacos for Breakfast                                  | 19 lipca 2018   | 5 czerwca 2019    | --- |
| 5  | Friendship vs. Zombies                               | 23 lipca 2018   | 6 czerwca 2019    | --- |
| 6  | Getting Sketch-y                                     | 24 lipca 2018   | 7 czerwca 2019    | --- |
| 7  | It's On!                                             | 25 lipca 2018   | 10 czerwca 2019   | --- |
| 8  | Later, Taters!                                       | 26 lipca 2018   | 11 czerwca 2019   | --- |
| 9  | Fishing for Friends                                  | 30 lipca 2018   | 12 czerwca 2019   | --- |
| 10 | Everyday I'm Paddlin'                                | 31 lipca 2018   | 13 czerwca 2019   | --- |
| 11 | Taco of Terror                                       | 1 sierpnia 2018 | 14 czerwca 2019   | --- |
| 12 | Try, Try (Try) Again                                 | 2 sierpnia 2018 | 17 czerwca 2019   | --- |
| 13 | Fables and Tables                                    | 6 sierpnia 2018 | 18 czerwca 2019   | 113 |
| 14 | Challenge Makers, Ankle Breakers and Breakout Fakers | 7 sierpnia 2018 | 19 czerwca 2019   | --- |
| 15 | The Quest for the Cup                                | 8 sierpnia 2018 | 20 czerwca 2019   | --- |
| 16 | Best Summer Ever!                                    | 9 sierpnia 2018 | 21 czerwca 2019   | 116 |